# Языки же
Же (жес, жесские) — семья южноамериканских индейских языков, распространённых в Бразилии (в основном, на юге, востоке и в центре); некоторое количество носителей языка каинганг живёт на севере Аргентины. Общее число говорящих 35-38 тыс. чел. (оценка, нач. 2000-х гг.); наибольшее распространение имеют языки каинганг (18 тыс. говорящих; оценка, 1989) и шаванте (10 тыс.; оценка, нач. 2000-х гг.). Носители языков же также называются народы же.

## Классификация
Языки же подразделяются на 3 ветви:
- северная (северо-западная) ветвь:
  - апинайе́
  - каяпо́ (вкл. диалекты горотире, чикри и др.)
  - суя́
  - панара (крен-акароре),
  - тимбира (вкл. диалекты канела, крао, крейе, кринкати-тимбира, паракатеже (паранский гавиану), значительно отличающиеся друг от друга и многими исследователями рассматриваемые как отдельные языки).
- центральная ветвь:
  - шава́нте
  - шере́нте
  - акроа́ (†)
  - шакриаба́ (†)
- южная (каингангская) ветвь:
  - каинганг
  - шокленг
  - ингаин (†)
  - гваяна́ (†)

В некоторых классификациях под языками же понимаются только языки первых двух ветвей («собственно же»), обнаруживающие между собой большее сходство; для всей общности тогда используется термин «же-каинганг».
Предположительно входит в не до конца доказанное объединение языков макро-же.

## Типологическая характеристика
Для языков же характерен сложный вокализм с противопоставлениями по ряду, подъёму, огубленности и назализации. Консонантизм, напротив, в большинстве языков же относительно беден. Характерен высокий процент носовых согласных; в каинганг все звонкие смычные реализуются как пре- или постназализованные.
Строение словоформы агглютинативное, однако бедность морфологии и обилие неизменяемых частиц сближают языки же с изолирующими языками. Имена неизменяемы, падежные отношения выражаются при помощи послелогов. Послеложное маркирование и префиксальное лично-числовое согласование глагола демонстрируют черты эргативного строя.
Видо-временные значения выражаются отд. частицами, занимающими, как правило, начальную позицию в предложении и в ряде языков несущими те же согласовательные показатели, что и глагол-сказуемое.
Базовый порядок слов «подлежащее + дополнение + сказуемое», кроме шаванте, где реализуется крайне редкий порядок «дополнение + подлежащее + сказуемое». Определение, выраженное прилагательным, предшествует определяемому существительному, выраженное указатальным местоимением — следует за ним. Обладатель предшествует обладаемому, при этом отчуждаемая принадлежность маркируется специальными служебными словами.

## Социолингвистическая ситуация
Все языки же испытывают влияние со стороны португальского языка и находятся в той или иной степени под угрозой вымирания. Для большинства языков же в последние десятилетия были разработаны письменности на латинской графической основе, однако их реальное использование остаётся крайне ограниченным. На ряде языков же ограниченно ведётся преподавание в младшей школе.
Изучение языков же началось в конце XIX века. Все они остаются малоизученными; лучше всего исследован язык каинганг.